# Ellesse
Ellesse — італійський бренд спортивного преміум одягу, заснований у 1959 році в місті Перуджа, Італія. Бренд відомий своїм поєднанням моди та спортивних технологій, спеціалізується на виробництві одягу для активного відпочинку, а також аксесуарів і спортивного взуття. Ellesse отримав популярність у 1980-х роках завдяки спонсорству спортсменів та участі у великій кількості міжнародних спортивних подій.

## Історія
Ellesse був заснований у 1959 році у місті Перуджа, Італія, італійцем Леонардо Серрано, який раніше працював як майстер по виготовленню спортивного одягу. Ідея створити бренд виникла, коли Серрано вирішив поєднати в одязі спортивний стиль та функціональність, щоб задовольнити потреби професійних спортсменів і любителів спорту. Назва бренду походить від поєднання ініціалів його засновника "L.S." (від Leonardo Serra).
Початок бренду був спрямований на створення спеціалізованого одягу для тенісистів. Вже в 1960-х роках Ellesse став популярним серед професійних спортсменів завдяки інноваційним технологіям, використаним у виробництві спортивного одягу, а також стильному дизайну. У 1970-х роках компанія розширила асортимент і почала виготовляти одяг для альпіністів та інших активних видів спорту.
У 1979 році Ellesse уклав контракт з відомими спортсменами, такими як тенісист Джон Макінрой, що значно підвищило популярність бренду в міжнародному масштабі. Макінрой носив одяг Ellesse на великих турнірах, і це допомогло бренду зарекомендувати себе як символ спортивної елегантності. До кінця 1980-х років Ellesse став відомим не тільки серед спортсменів, але й серед молодіжної аудиторії, яка цінувала бренд за його стиль та якість.
В 1980-х роках Ellesse розпочав активну співпрацю з музичними та культурними іконами того часу, що ще більше підвищило його популярність. Одним з важливих аспектів успіху бренду стало його вміння поєднувати спортивну функціональність з елементами вуличної моди, що стало основою для створення концепції спортивної елегантності.
У 1990-х роках бренд пережив певні труднощі через економічні труднощі та зміну споживчих уподобань. Однак у 2000-х роках Ellesse повернувся на ринок, орієнтуючись на нові дизайнерські рішення, а також розширивши асортимент товарів, включаючи спортивне взуття та аксесуари. Бренд також активно почав розвивати свою присутність на ринках Азії та інших частинах світу.
Зараз Ellesse є одним з провідних світових брендів у сегменті спортивного одягу преміум-класу, і його продукція доступна в багатьох країнах, включаючи США, Великобританія, Австралію та інші. Бренд продовжує випускати нові колекції одягу та взуття, зберігаючи свою репутацію в світі спорту та моди.
Ellesse також активно бере участь у розвитку вуличної культури та співпрацює з відомими дизайнерами, які допомагають бренду залишатися актуальним у світі моди. Бренд не тільки відомий своїм спортивним стилем, але й створює одяг, який стає важливою частиною вуличної моди та культури.